# Ibn al-Sheikh
 (septembre 2022).
Ibn al-Sheikh (persan : ابن‌الشیخ), ou cheikh Mohammad Haeri Mazandarani (né à la fin du XIXe siècle et mort vers 1970), est une figure spirituelle importante de la révolution constitutionnelle persane. Il a siégé à la Cour suprême,,.

## Début de la vie
Ibn al-Sheikh était le troisième enfant de Zine al Abidine Haeri Mazandarani. Il est né à Karbala et a été éduqué par son père. Après la mort de son père, il devint disciple de Mirza Habibollah Rashti à Najaf. Après la mort de Mirza Habibollah Rashti, il se rendit en Inde pour rassembler des disciples et y resta quatorze ans. Pendant son séjour en Inde, il a été entouré de personnes d'horizons différents, qui l'ont initié à l'anti-impérialisme et l'ont aidé à s'engager sur sa voie révolutionnaire,.

## Révolution constitutionnelle
Il rentre en Iran peu avant le début de la révolution constitutionnelle et collabore avec les constitutionnalistes. Après l'attentat du Parlement (23 juin 1908), il se rend à Nadjaf et organise des actions de ses dirigeants, dont Mohammad-Kazem Khorasani et Sheikh Abdullah Mazandarani, pour soutenir et défendre la Constitution. Il a connu le conflit et l'oppression à son arrivée en Iran avec Mass'oud Mirza Zell-e Soltan. Après avoir vivement protesté, il a été battu et contraint de s'excuser.

## Cour suprême
Après la chute de Mohammad Ali Shah Qajar et la réouverture du Majlis consultatif national par la Cour suprême, il a été nommé par le gouvernement national et autorisé par les autorités à exercer à Najaf. Après un conflit avec le docteur Francis Adolf Gamer, dit Monsieur Parni, Ibn al-Sheikh a démissionné de la Cour suprême et s'est ensuite rendu à Qom.

## Décès
Après la retraite d'Ibn al-Sheikh, il a déménagé à Qom en 1960, où il est mort d'un accident vasculaire cérébral dix ans plus tard.

## Survivants
Son fils Abdul Amir Rashidi Haeri a été ambassadeur d'Iran en Afghanistan et en Tunisie. Son petit-fils était l'acteur Davoud Rashidi .